# Radosław Szlaga
Radosław Szlaga (ur. 1979 w Gliwicach) – polski malarz, grafik, rysownik, twórca instalacji. Wykładał na Uniwersytecie Artystycznym w Poznaniu. Artysta używa też zdrobniałej formy swojego imienia – Radek lub RDK.
Studiował w Wyższej Szkole Pedagogicznej w Zielonej Górze (2000). W 2004 roku przebywał na semestralnym stypendium na Akademie výtvarných umění v Pradze (AVU). W latach 2000–2005 studiował w Akademii Sztuk Pięknych w Poznaniu. Dyplom z wyróżnieniem uzyskał w pracowni malarstwa prof. Jerzego Kałuckiego.
Laureat Nagrody Artystycznej Miasta Poznania w 2007 roku.
W 2007 r. wspólnie z Wojtkiem Bąkowskim, Tomaszem Mrozem, Konradem Smoleńskim, Piotrem Bosackim, Magdaleną Starską i Izą Tarasewicz utworzył grupę artystyczną Penerstwo. Jest twórcą gazetki ściennej „Dzień Sądu” przy poznańskim Arsenale.
W 2012 był nominowany do Paszportu „Polityki”.
Mieszka i pracuje w Detroit i Brukseli.

## Wystawy indywidualne
- 2023 „Kill Your Idols”, Galeria Foksal, Warszawa[3]
- 2021 „Diaspo⟨r⟩a”, PostmastersROMA, Rzym[4]
- 2017 „Core Lexicon”, Instytut Polski, Düsseldorf[5]
- 2015 „All the Brutes”, Galeria Leto, Warszawa[6]
- 2012 „Freedom Club”, CSW, Warszawa[7]
- 2010 „Droga”, Muzeum Narodowe, Szczecin[8]
- 2009 „Neue bilder”, Alexander ochs galleries, Berlin, Niemcy[9]
- 2008 „Atlantis”, Galeria Leto, Warszawa
- 2007 „Atlantis”, Galeria Miejska Arsenał, Poznań
- 2007 „Historia i Geografia”, Galeria Zderzak, Kraków
- 2007 „Niebo”, Galeria Enter, Poznań